# Herbert Selpin
Herbert Selpin (Berlín, 29 de maig del 1902 (o 1904) - Berlín, 1 d'agost del 1942) fou un director de cinema i guionista alemany.

## Biografia
Després de cursar els seus estudis de medecina a Berlín, Selpin treballà com a ballarí, boxejador, bibliotecari, venedor d'art, entre altres coses. Selpin fou posteriorment empleat per la filial europea de la Fox Film Corporation, on ocupà diversos càrrecs, entre ells, el 1927, el d'assistent de director, en aquest cas, de Walter Ruttmann.
Després de diversos càrrecs com a editor, Selpin va rebre la seva primera oportunitat com a director de Chauffeur Antoinette, publicada el 1931 per Excelsior Films. Els dos anys següents, tindria conflictes amb el Partit Nacional Socialista dels Treballadors Alemanys per la seva simpatia envers els britànics. A partir del 1933 començà a fer pel·lícules propagandístiques per als estudis d'Ufa, que estava llavors sota el control del ministeri de propaganda nazi. Després de diverses pel·lícules de propaganda que no foren ben rebudes (Schwarzhemdenen (1933), Die Reiter von Deutsch-Ostafrika (1934) i Alarma a Pekín (1937)), Selpin tindria el seu primer èxit el 1941 amb Carl Peters, una pel·lícula antibritànica. Aquesta fou seguida d'una altra pel·lícula de propaganda alemanya.
Però els seus problemes van sorgir quan feu la pel·lícula de Titanic (el 1943). Seria empresonat durant el rodatge de la pel·lícula per declaracions negatives sobre la Wehrmacht. Segons les autoritats, fou trobat mort a la seva cel·la l'u d'agost del 1942. Mai no quedà clar si fou suïcidi o assassinat. La pel·lícula fou acabada sota la direcció de Robert Klinger.

## Filmografia
- Die Abenteuer eines Zehnmarkscheines (1926) - ajudant de direcció
- Ariane (1930/31) - editor
- So lang noch ein Walzer von Strauß erklingt (1931) - editor
- Opernredoute (1931) - editor
- Eine Nacht im Grandhotel (1931) - editor
- Die Sache August Schulze (1931) - editor
- Der ungetreue Eckehart (1931) - editor
- Chauffeur Antoinette (1931) - director
- Der Läufer von Marathon (1932–1933) - editor, ajudant de direcció
- Schwarzhemden (1933) – director de la versió alemanya
- Zwischen zwei Herzen (1933–1934) - director
- Mädels von heute (1933) - director
- Kleiner Mann - was nun? (1933) - editor, guió, ajudant de direcció
- Der Traum vom Rhein (1933) - director
- Die Reiter von Deutsch-Ostafrika (1934) - director
- Der Springer von Pontresina (1934) - director
- Le domino vert (1935) - director
- Ein idealer Gatte (1935) - director
- Der grüne Domino (1935) - director
- Spiel an Bord (1936) - director, guió
- Romanze (1936) - director
- Die Frau des Anderen (1936) - director
- Die rote Mütze (1937) - director
- Alarm in Peking (1937) - director, guió
- Wasser für Canitoga (1938–1939) - director
- Sergeant Berry (1938) - director
- Ich liebe Dich (1938) - director, guió
- Ein Mann auf Abwegen (1939–1940) - director
- Trenck, der Pandur (1940) - director
- Carl Peters (1940–1941) - director, guió
- Geheimakte WB 1 (1941–1942) - director, guió
- Titanic - director, guió